# Виньола-Фалезина
Виньола-Фалезина (итал. Vignola-Falesina) — коммуна в Италии, располагается в области Трентино-Альто-Адидже, в провинции Тренто.
Население составляет 180 человек (2021 г.), плотность населения составляет 12 чел./км². Занимает площадь 11 км². Почтовый индекс — 38050. Телефонный код — 0461.
Покровителем коммуны почитается святой апостол Варфоломей, празднование 24 августа.

## Население
Динамика населения:

## Администрация коммуны
- Официальный сайт: